# Locana
Locana é uma comuna italiana da região do Piemonte, província de Turim, com cerca de 1.806 habitantes. Estende-se por uma área de 132 km², tendo uma densidade populacional de 14 hab/km². Faz fronteira com Cogne (AO), Ronco Canavese, Noasca, Ribordone, Sparone, Chialamberto, Cantoira, Corio, Monastero di Lanzo, Coassolo Torinese.

## Demografia
| Variação demográfica do município entre 1861 e 2011                               |
|                                                                                   |
| Fonte: Istituto Nazionale di Statistica (ISTAT) - Elaboração gráfica da Wikipedia |